# Rosa Nissán

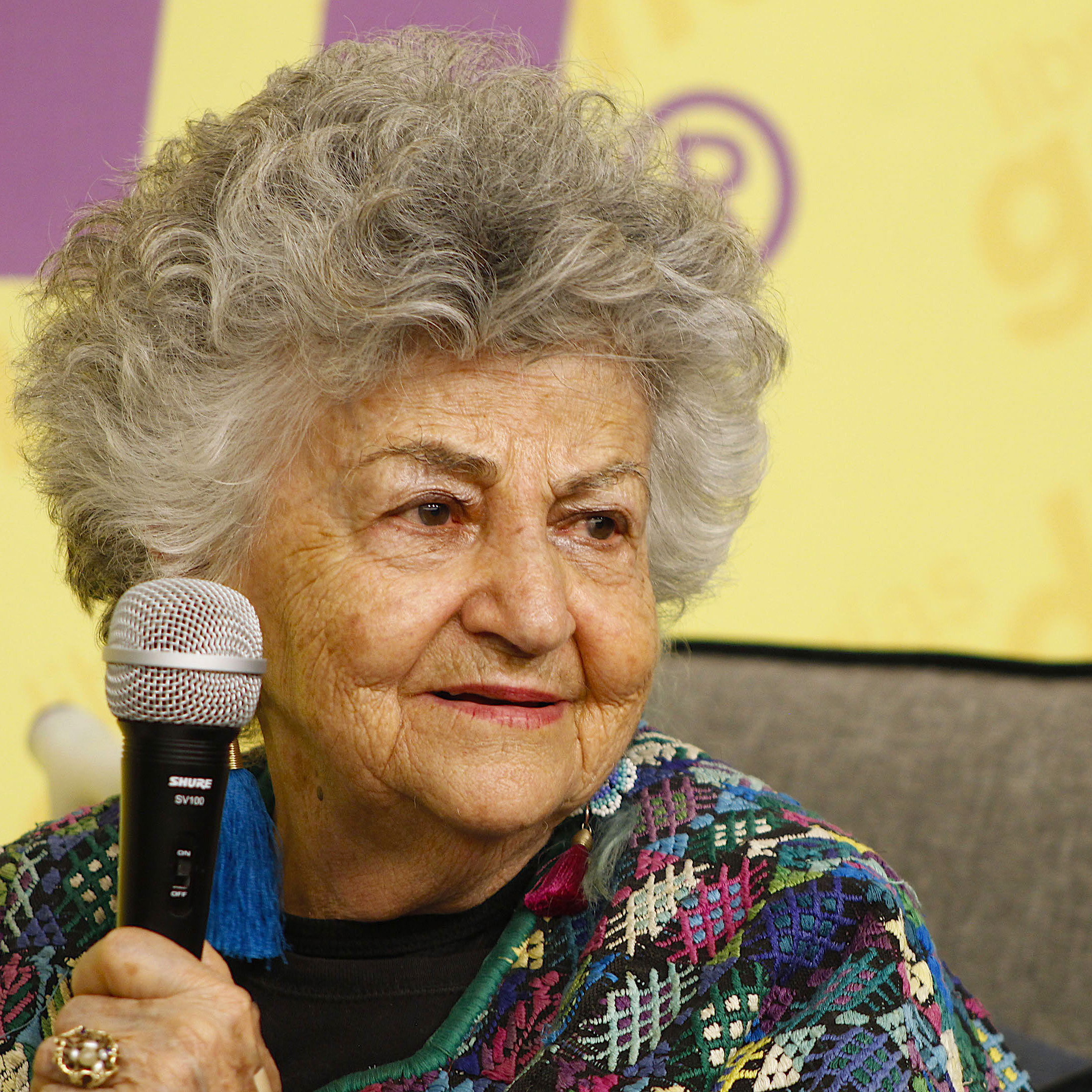
Rosa Nissán Rovero

Rosa Nissán Rovero (ur. 15 czerwca 1939 w Meksyku) – meksykańska pisarka pochodzenia sefardyjskiego, która otrzymała nagrodę Ariel León Dultzin Award od Asociación de Periodistas y Escritores Israelitas en México w 1994 roku. Jest autorką powieści Novia que te vea wydanej w 1992, na podstawie której powstała wersja filmowa.

## Rodzina i edukacja
Studiowała dziennikarstwo na Universidad Femenina de México. Jej rodzicami byli Esther Rovero Abuaf i Moisés Nissán Mizrah i jest ona pierworodną z sześciorga dzieci, które mieli. Esther Rovero Abuaf (1921-2014) urodziła się w Stambule w Turcji. W domu Estery, matki Rosy mówiono kilkoma językami: tureckim, francuskim i ladino lub judeo-hiszpańskim. Rodzina Rovero-Abuaf przybyła do Veracrúz w Meksyku ze Stambułu w 1935 roku, po upadku Imperium Osmańskiego. Rosa pamięta, jak usłyszała, że jej babcia Zimbul Rovero nigdy nie czuła się komfortowo w nowym kraju; zmarła wkrótce potem, w 1937 roku. Z drugiej strony Moisés Nissán Mizrahi, ojciec Nissán (1914-1985) urodził się w Shiraz w Persji (dzisiejszy Iran). Rosa Nissán poślubiła Alberto Camhi Romano 18 października 1957 roku w Meksyku i mają córkę Lilikę Camhi Nissán.

## Rozwój kariery
W 1992 roku opublikowała swoją pierwszą powieść Novia que te vea, do której powstała adaptacja filmowa wyreżyserowana przez Guitę Schyfter. Rosa Nissán napisała do niej scenariusz wraz z Hugo Hiriartem, który jest uważany za najbardziej udany film o tematyce żydowskiej w historii kina meksykańskiego. Książka porusza kwestię integracji kulturowej społeczności żydowskich w Meksyku i kwestionuje tradycyjną rolę żydowskich kobiet, a także zwyczaje i tradycje społeczności sefardyjskiej. Jej historie zostały zawarte w różnych antologiach, a powieści są częścią międzynarodowych dzieł literackich (Stany Zjednoczone, Hiszpania, Francja, Niemcy, Kanada). W 1997 roku opublikowała kronikę swojej podróży do Izraela pod tytułem Las tierras prometidas: Crónica de un viaje a Israel. W 1999 roku ukazała się jej druga powieść, Hisho que te nazca, będąca kontynuacją Novia que te vea. W tym samym roku autorka wydaje zbiór opowiadań No sólo para dormir es la noche, w których dominuje motyw samotności i miłości. W tej książce Nissán dzieli się także własną historią, nawiązując do trudności w relacjach z mężczyznami.
Rosa Nissán przez 20 lat brała czynny udział w pracowni Eleny Poniatowskiej. W 1997 r. prowadziła warsztaty literackie na Wydziale Studiów Wyższych Acatlán (UNAM). W latach 2000–2002 prowadziła różne nowatorskie warsztaty autobiograficzne, m.in. na Uniwersytecie Claustro de Sor Juana w Meksyku. Od 2005 roku prowadzi warsztaty literackie na Narodowym Uniwersytecie Autonomicznym Meksyku (UNAM), w księgarni El Péndulo w mieście Meksyk i na Universidad Nacional Pedagógica (UPN).
Oprócz działalności literackiej czy naukowej, pisarka spełnia się w fotografii i działalności audiowizualnej. Od 1984 pisze artykuły do gazet i magazynów oraz mediów elektronicznych. El Centro de Actualización del Magisterio de Iguala będące stowarzyszeniem zajmującym się edukacją, corocznie organizuje konkurs na tekst autobiograficzny „Rosa Nissán” w uznaniu jej pracy jako pisarki. Ponadto, pierwsze stowarzyszenie naukowe na kontynencie amerykańskim. La Sociedad Mexicana de Geografía y Estadística poprzez La Academia Nacional de la Mujer l przyznało autorce w maju 2002 r. tytuł Maestra Emérita. Jej córka, Lilika Camhi poświęciła się zawodowo nauczaniu, a w wolnych chwilach ratowaniu dokumentów historycznych swoich przodków. Poszukiwanie swojej tożsamości ukształtowało się szczególnie w odniesieniu do sefardyjskiej społeczności.

### Utwory
1. Novia que te vea (1992),
2. Hisho que te nazca (1996),
3. Las tierras prometidas (1997),
4. No sólo para dormir es la noche (1999),
5. Los viajes de mi cuerpo (1999),
6. A través de los ojos de ella: tomo dos (1999),
7. Like a bride and like a mother (2002),
8. México sabe México: textos de cincuenta prosistas contemporáneos (2010),
9. Cuentos sobre la mesa (2010),
10. Me viene un modo de tristeza (2019)[1].